# Col de la Forclaz
Der Col de la Forclaz (von lat. furca, dt. Gabel) ist ein Pass im Schweizer Kanton Wallis. Er verbindet die Orte Martigny-Croix und Le Châtelard. Die Passhöhe liegt auf 1527 m ü. M. zwischen dem Mont de l’Arpille (2085 m) im Norden und dem Croix des Prélayes (2417 m) im Massiv des Le Génépi (2884 m) im Süden. Ein Teil der Passstrasse führt durch das Vallée du Trient.
Eine erste Strasse wurde 1824 gebaut, das jetzige Trassee wurde im Jahr 1957 angelegt. Über den Pass führt die Hauptverbindung von Martigny über den nachfolgenden Col des Montets nach Chamonix in Frankreich.
Der Pass ist in der Regel ganzjährig geöffnet.

## Weitere Orte dieses Namens
Es gibt noch (mindestens) drei weitere «Col de la Forclaz», die alle in Frankreich liegen:
- in Queige, Haut-Savoie (, Höhe 881 m)
- bei Bonneville, Haut-Savoie (, Höhe 1844 m)
- Col de la Forclaz (Montmin): oberhalb des Lac d’Annecy (, Höhe 1157 m)